# Douglas Gordon

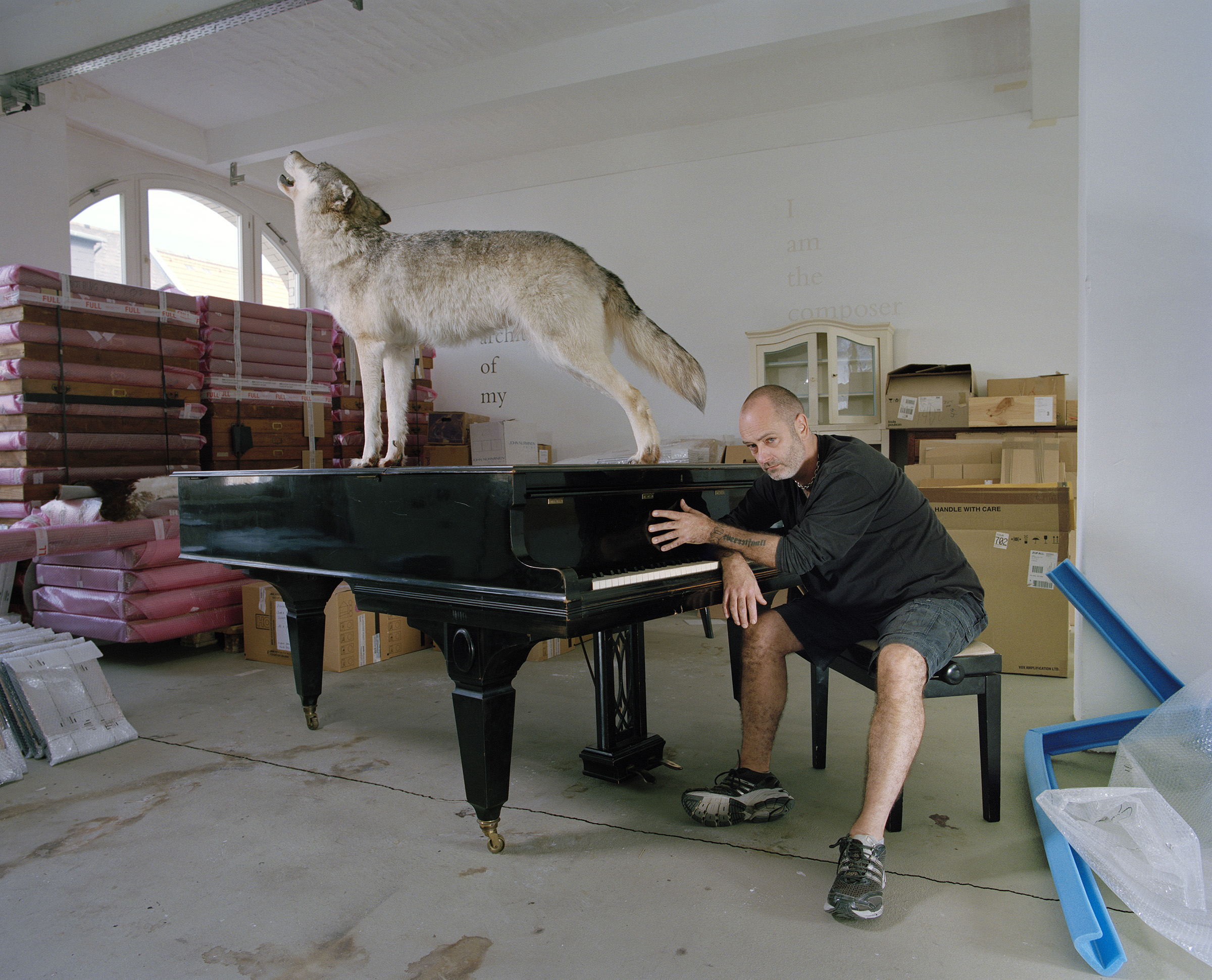
Douglas Gordon fotografiert von Oliver Mark, Berlin 2012

Douglas Gordon (* 1966 in Glasgow, Schottland, Großbritannien) ist ein schottischer Künstler.

## Leben
Von 1984 bis 1988 absolvierte Gordon ein B.A.-Studium an der Glasgow School of Art, von 1988 bis 1990 ein weiterführendes Master-Studium u. a. bei Phyllida Barlow an der Slade School of Art in London. 1993 hatte er seine erste Einzelausstellung.
Er lebt in Glasgow, Berlin-Kreuzberg und New York.

## Werk
Douglas Gordon wurde 1993 mit der Videoinstallation 24 Hour Psycho bekannt, in der er eine handelsübliche Videokassette von Alfred Hitchcocks Psycho (1960) auf eine Dauer von 24 Stunden ausdehnt. Das Interesse für die Verfremdung von Kino-Ikonen bestimmt seitdem sein Œuvre: 1998 entsteht die Idee, The Searchers von John Ford aus dem Jahr 1956 auf die Dauer der Handlung des Films, 5 Jahre, auszudehnen (5 year drive by). Sie wurde in Teilen am Drehort des Films, in der Wüste des Monument Valley, verwirklicht.
In something between my mouth and your ear von 1994 vergegenwärtigt Gordon die Zeit, die er während der Schwangerschaft seiner Mutter in ihrem Bauch vor der Geburt erlebt hat; in einem dunklen Raum hört man aus verschiedenen Lautsprechern Charthits der Zeit von Januar bis zum 20. September 1966, dem Tag seiner Geburt; mit dieser Zeitreise in das Jahr 1966 holt er die Vergangenheit in die Gegenwart und fördert wie ein Archäologe Kulturerzeugnisse vergangener Zeit zutage. Gleichzeitig versetzt er sich und den Zuschauer in seine Vor-Zeit zurück; er misst mit den neun Monaten die Zeit seiner „Produktion“.
In Between Darkness and Light (after William Blake) (1997) verwendet Gordon zwei weitere Klassiker der Kinogeschichte, Der Exorzist von William Friedkin und Das Lied von Bernadette von Henry King. Er projiziert je einen Film von der einen und von der anderen Seite auf eine freistehende, durchscheinende Leinwand, so dass sie sich spiegelverkehrt überlagern.
Feature Film (1999) ist der erste selbstgedrehte Film von Douglas Gordon, eine weitere Auseinandersetzung mit einem Hitchcock-Film. Gordon ließ die einprägsame Filmmusik von Vertigo, die von Bernhard Hermann komponiert wurde, vom Orchester der Opera National de Paris unter seinem damaligen Chefdirigenten James Conlon neu aufführen. Während der Aufführung filmte Gordon das Gesicht und die Hände des Dirigenten mit mehreren Kameras aus verschiedenen Perspektiven. Musik und Bild verschmelzen hier zu einer eigenen Interpretation der bekannten musikalischen Motive, die Verbindung zur filmischen Handlung entsteht im Kopf des Betrachters.
Auf der Art Basel 2006 zeigten Gordon und der französische Filmemacher Philippe Parreno ihren Film Zidane: A 21st Century Portrait. Darin porträtieren sie den Fußballstar und ehemaligen französischen Nationalspieler Zinédine Zidane über die gesamte Zeit eines Ligaspiels seines Vereins Real Madrid. 16 Hochgeschwindigkeitskameras mit starken Zoomobjektiven wurden am Spielfeldrand sowie auf dem obersten Rang des Stadions postiert, die Zidane alle gleichzeitig, zumeist in Großaufnahme verfolgen. Der Verlauf des Spiels bleibt aufgrund des fehlenden Kommentars und der Konzentration auf einen Spieler unklar. Der Fokus der Betrachtung richtet sich auf Mimik und Gestik Zidanes, auf wiederkehrende Bewegungsmuster und minimale Ausbrüche aus der professionellen Routine des Fußballers.
Das Konzept des Films ist nicht neu, denn bereits 1970 drehte der deutsche Regisseur Hellmuth Costard einen ähnlichen Film („Fußball wie noch nie“) über George Best, damals bei Manchester United. Acht 16-mm-Kameras nahmen damals ausschließlich George Best auf. Der Film wurde 1971 von der ARD ausgestrahlt. Dennoch unterscheiden sich die beiden Filme im Hinblick auf die Qualität und Anzahl der Kameras, den Schnitt und die daraus resultierende Bildästhetik. Letztlich werden mit dem charismatischen George Best und dem undurchdringlichen Zidane zwei sehr unterschiedliche Fußballpersönlichkeiten porträtiert. Douglas Gordon selbst stellte in einem Interview den Bezug zu Andy Warhols Screen Tests her.
Neben den Werken, die sich mit Kinofilmen beschäftigen, sind von Douglas Gordon konzeptuelle Textarbeiten (list of names, 1990-fortlaufend), Fotografien sowie einige Videoinstallationen ausgestellt worden, in denen er historisches Found Footage Material benutzt (Hysterical, 1994/95, 10 ms-1, 1994).
2008 wurde Gordon in die Wettbewerbsjury der 65. Filmfestspiele von Venedig unter dem Vorsitz des deutschen Regisseurs Wim Wenders berufen. Im Mai 2018 wurde Gordon als Mitglied in die Sektion Bildende Künste der Berliner Akademie der Künste gewählt.

## Preise und Auszeichnungen
- 1996: Turner Prize
- 1997: Premio 2000 award der Biennale di Venezia
- 1998: Central Kunstpreis
- 1998: Hugo Boss Prize, verliehen durch das Solomon R. Guggenheim Museum[6]
- 2008: Roswitha Haftmann-Preis
- 2011: Les Rencontres d’Arles Festival, Frankreich
- 2011: London Award for Art and Performance
- 2012: Käthe-Kollwitz-Preis der Berliner Akademie der Künste[7]
- 2012: Ordre des Arts et des Lettres, Grade de Commandeur

## Ausstellungen (Auswahl)
- 1996: Einzelausstellung Dia Center for the Arts, New York
- 1996: Einzelausstellung Centro Cultural de Belém, Portugal
- 1996: Einzelausstellung Musée National d’Art Moderne, Paris
- 1996: Einzelausstellung Van Abbemuseum, Eindhoven
- 2001: Retrospektive, Hirshhorn Museum and Sculpture Garden, Washington, D. C.
- 2001: Retrospektive, Museo Rufino Tamayo, Mexiko-Stadt
- 2001: Retrospektive, Vancouver Art Gallery, Kanada
- 2005: The VANITY of Allegory, Deutsche Guggenheim, Berlin
- 2006: National Gallery of Scotland, Edinburgh, Scotland
- 2006: Timeline, Museum of Modern Art, New York
- 2006: Fundació Joan Miró, Barcelona
- 2006: Museo di arte moderna e contemporanea di Trento e Rovereto, Rovereto
- 2007: Einzelausstellung Between Darkness and Light, Kunstmuseum Wolfsburg, Wolfsburg
- 2010: Emscherkunst.2010 mit dem Projekt Monument for a Forgotten Future[8]
- 2011: Douglas Gordon, Museum für Moderne Kunst (MMK), Frankfurt am Main
- 2013: The Only Way Out Is the Only Way In. Australian Centre for Contemporary Art, Melbourne, Victoria, Australien.
- 2013/14: Everything Is Nothing without Its Reflection. A Photographic Pantomime, Museum Folkwang, Essen[9]
- 2017: documenta 14, Kassel

## Theaterstücke
- 2015 Neck of the Woods, Premiere beim Manchester International Festival mit Charlotte Rampling in der Hauptrolle
- 2015 Bound to Hurt

## Öffentliche Sammlungen
Dänemark
- Arken, Kopenhagen

Deutschland
- Museum Ludwig, Köln
- Sammlung Goetz, München
- Kunstmuseum Wolfsburg, Wolfsburg
- Museum für Moderne Kunst, Frankfurt

Frankreich
- Collection Lambert en Avignon, Avignon
- FRAC - Languedoc-Roussillon, Montpellier
- Fondation Cartier pour l’art contemporain, Paris
- Frac Ile-de-France - Le Plateau, Paris
- Centre Pompidou – Musée National d’Art Moderne, Paris
- Fonds National d’Art Contemporain (FNAC), Puteaux

Italien
- Museo d’Arte Contemporanea Donna Regina, Neapel

Kanada
- National Gallery of Canada – Musée des beaux-arts du Canada, Ottawa, Ontario
- Vancouver Art Gallery, Vancouver, British Columbia

Niederlande
- Stedelijk Museum, Amsterdam

Norwegen
- Astrup Fearnley Museet für Moderne Kunst, Oslo

Portugal
- Ellipse Foundation, Alcoitão

Schweiz
- Migros Museum für Gegenwartskunst, Zürich

USA
- MOCA Grand Avenue, Los Angeles, CA

Vereinigtes Königreich
- Scottish National Gallery of Modern Art, Edinburgh (Schottland)
- GoMA-Gallery of Modern Art, Glasgow (Schottland)
- Tate Britain, London (England)